# David Duke

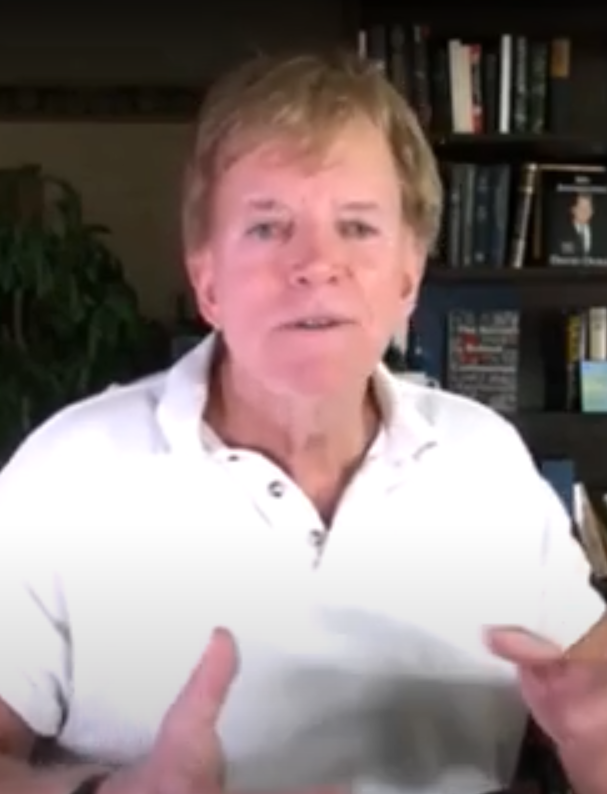
David Duke (2020)

David Ernest Duke (* 1. Juli 1950 in Tulsa, Oklahoma) ist ein US-amerikanischer Politiker und prominenter Neonazi. Der ehemalige Abgeordnete des Repräsentantenhauses von Louisiana war Leiter der Knights of the Ku Klux Klan. Duke vertritt die rassistische Ideologie der Überlegenheit weißer über schwarze Menschen (White Supremacy), provoziert häufig mit antisemitischen Äußerungen  und ist ein bekannter Holocaust-Leugner.

## Politische Karriere
Duke bewarb sich erstmals 1975 für die Demokraten um einen Sitz im Senat von Louisiana. Dies blieb ebenso erfolglos wie seine Teilnahme an den Vorwahlen (Primaries) um das Amt des Präsidenten der Vereinigten Staaten 1988. Nach seinem Wechsel von den Demokraten zur Republikanischen Partei war er von 1989 bis 1992 Abgeordneter im Repräsentantenhaus von Louisiana. In dieser Zeit präsentierte er sich als geläuterter Konservativer und wiedergeborener Christ und schwor zeitweise öffentlich rassistischen und antisemitischen Ideen ab. Er erreichte 1991 als Kandidat für das Senatorenamt in Louisiana 40 Prozent der Stimmen. Aufgrund des beachtlichen Zuspruches erhielt er Unterstützung von dem Journalisten und Politiker Pat Buchanan. Seine erneute Teilnahme an den Vorwahlen der Republikaner zur Präsidentschaftswahl 1992 blieb aber ebenso erfolglos. David Duke gab bekannt, eine Kandidatur zur Präsidentschaftswahl in den Vereinigten Staaten 2012 zu prüfen, nachdem er von zahlreichen Anhängern der Tea-Party-Bewegung dazu aufgefordert worden sei. Nachdem er sich zuletzt 1999 um ein politisches Mandat beworben hatte, erklärte er einen Tag nach der Republican National Convention 2016, bei der Donald Trump zum US-Präsidentschaftskandidaten der Republikaner gewählt worden war, er trete bei der Wahl im November 2016 für die Nachfolge David Vitters im US-Senat an. Bei der Vorwahl für dieses Amt erreichte er aber lediglich 3 % der Stimmen und schied als Sechstplatzierter aus. Duke hatte im März Trump seine Unterstützung zugesagt, wovon Trump sich anfänglich nur zurückhaltend distanziert hatte. Als Duke daraufhin erklärte, Trump werde ihn dabei möglicherweise unterstützen, geriet dieser unter Druck.

## Kontroversen

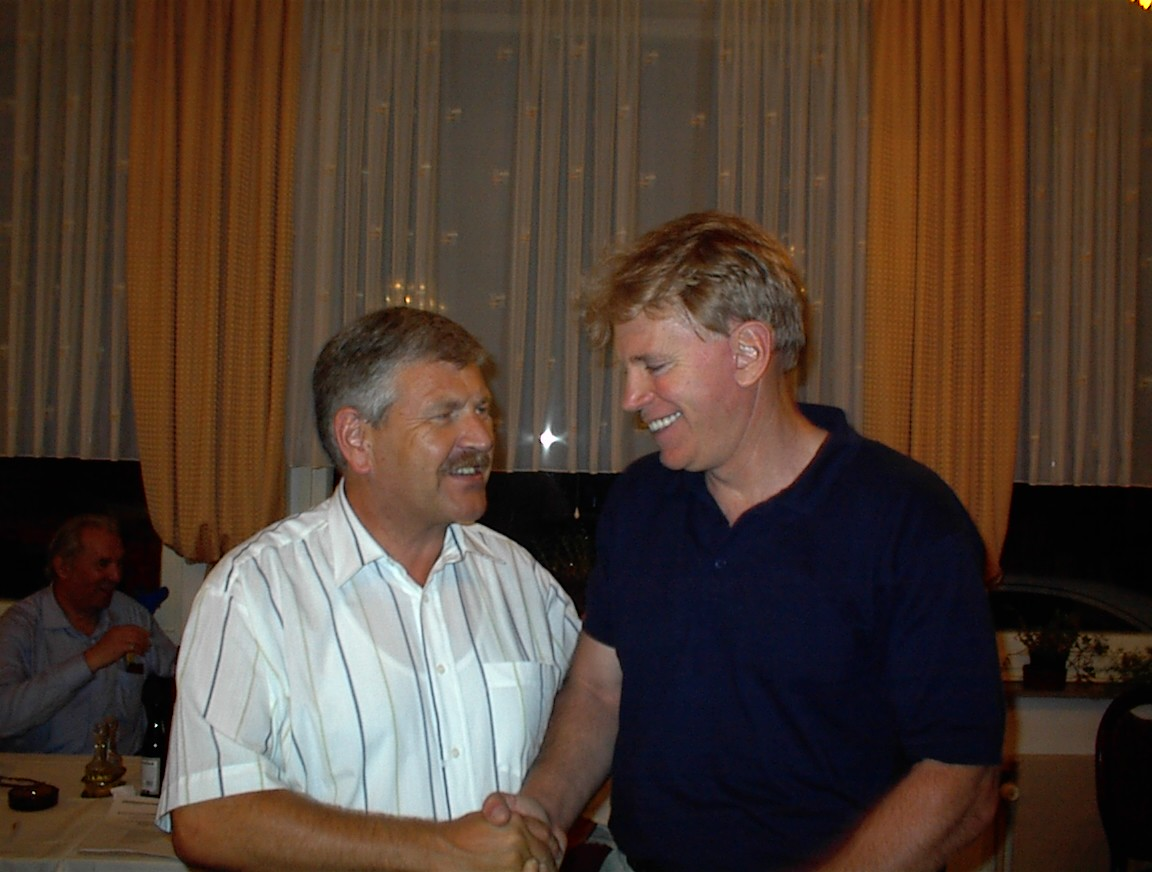
David Duke (rechts) mit Udo Voigt (2002)

Bereits während seines Studiums an der Louisiana State University, an der er 1974 den Bachelor machte, gründete Duke eine rassistische Studentenverbindung namens White Youth Alliance und sorgte durch das Tragen einer Nazi-Uniform und das Feiern von Hitlers Geburtstag für Aufsehen. Er war von 1974 bis 1978 Leiter der Organisation Knights of the Ku Klux Klan (Louisiana), die er gegründet hatte. 1980 verließ Duke den Klan und gründete die National Association for the Advancement of White People, eine Organisation der Bewegung White nationalism, die sich weiterhin für die Rassentrennung einsetzt.
David Duke gehört zu den Unterstützern des Holocaustleugners Ernst Zündel. Er bezeichnete in einem Interview auf seiner eigenen Webseite am 5. Februar 2005 Ariel Scharon als „schlimmsten Terroristen der Welt“, unterstellte dem Mossad eine Beteiligung an den Terroranschlägen am 11. September 2001 und behauptete, Zionisten seien die wahren Drahtzieher der Anschläge, um Stimmung gegen den Islam zu machen. Weiterhin trat er mit Buchveröffentlichungen in Erscheinung und bezeichnet Zündel u. a. als einen Kriegsgefangenen. Während eines Besuches in Syrien bezichtigte er die USA, Großbritannien und andere Staaten, sich „dem Zionismus zu unterwerfen“. In einem TV-Interview behauptete er, Israel und dessen Politik „makes the Nazi state look very, very moderate“. Duke war Teilnehmer der Holocaust-Konferenz, welche im Dezember 2006 auf Einladung von Mahmud Ahmadinedschad in Teheran stattfand. Duke betreibt mehrere Internet-Seiten und -Foren mit rassistischem Hintergrund. Am 24. April 2009 wurde er in Prag wegen des Verdachts der Holocaust-Leugnung verhaftet, da Duke den Holocaust in seinem Buch The Awakening leugnet und in Prag für die tschechische Übersetzung des Buches warb. Die Leugnung des Holocaust wird in Tschechien mit einer Gefängnisstrafe von bis zu drei Jahren geahndet. Die Polizei ließ Duke mit der Auflage frei, das Land möglichst schnell zu verlassen, der er nachkam.
Im Dezember 2002 wurde Duke wegen Steuerhinterziehung und Betrugs zu einer Gefängnisstrafe von 15 Monaten und 10.000 USD verurteilt. Er verbüßte seine Haftstrafe im Gefängnis von Big Spring, Texas. Duke hat Wohnsitze in Zell am See und der Stadt Salzburg. Nach Angaben österreichischer Offizieller realisiert er seinen Aufenthalt mittels jeweils drei Monate gültiger Touristenvisa. Seine Anwesenheit hat zu Protesten österreichischer Bundes- wie auch Lokalpolitiker geführt. Das österreichische Innenministerium teilte mit, man habe keine Handhabe gegen Duke, solange er sich innerhalb des Landes nicht nationalsozialistisch betätige.
Im Juni 2020 löschte YouTube den Kanal von David Duke aufgrund davon ausgehender Hassrede. Aus gleichen Gründen sperrte Twitter im Juli 2020 Dukes Account dauerhaft.